# Andorra (Spagna)
Andorra (in aragonese Andorra) è un comune spagnolo di 7 816 abitanti situato nella comunità autonoma dell'Aragona; è il capoluogo della comarca di Andorra-Sierra de Arcos, nella provincia di Teruel.
Non va confusa con l'omonimo principato, confinante con la Spagna: con quest'ultimo non ha nessuna relazione se non l'omonimia derivante tra l'altro da radici etimologiche sicuramente non coincidenti. Il Principato d'Andorra dista dal comune di Andorra più di 300 km e non confina nemmeno con la comunità autonoma di cui il comune fa parte.

## Geografia fisica
Andorra si trova tra le valli del Río Martín e del Guadalopillo entrambi tributari dell'Ebro. Da Andorra è visibile il monte Montalbos (956 m).

## Sport
- Andorra CF.
- Club Ciclista Polideportivo Andorra.
- Zancadas, el club de atletismo de Andorra (Teruel).
- Kolectivo Vertical, el club de montaña y escalada de Andorra (Teruel).
- Club Baloncesto Andorra.
- Club de Bádminton Polideportivo Andorra.